# Деревянчицкий сельсовет
Деревя́нчицкий сельсовет (белор. Дзеравянчыцкі сельсавет; до 1973 года — Гловсевичский) — административная единица на территории Слонимского района Гродненской области Республики Беларусь. Административный центр — агрогородок Деревянчицы, расположен на расстоянии 8 км от районного центра — г. Слонима.

## История
Образован 12 октября 1940 года как Гловсевичский сельсовет в составе Слонимского района Барановичской области БССР. Центр-деревня Гловсевичи. С 8 января 1954 года в составе Гродненской области. 16 июля 1954 года к сельсовету присоединена территория упразднённого Окуниновского сельсовета. 16 марта 1973 года центр сельсовета перенесен в деревню Деревянчицы по месту его фактического нахождения, сельсовет переименован в Деревянчицкий.
19 сентября 2013 года в состав сельсовета включены населённые пункты упразднённого Большешиловичского сельсовета — агрогородок Большие Шиловичи, деревни Савичи, Новая Стража, Чепелево, Шиловичи (спиртзавод), Якимовичи.

## Состав
Деревянчицкий сельсовет включает 19 населённых пунктов:
- Большие Шиловичи — агрогородок.
- Браково — деревня.
- Верболоты — деревня.
- Гловсевичи — деревня.
- Гуменики — деревня.
- Деревянчицы — агрогородок.
- Забулье — деревня.
- Капусты — деревня.
- Литва — деревня.
- Новая Стража — деревня.
- Подмошье — деревня.
- Раховичи — деревня.
- Савичи — деревня.
- Сколдичи — деревня.
- Суринка — агрогородок.
- Тушевичи — деревня.
- Чепелево — деревня.
- Шиловичи (спиртзавод) — деревня.
- Якимовичи — деревня.

## Демография
По состоянию на 2017 год на территории сельсовета постоянно проживают 2575 человек. Насчитывается 843 личных хозяйства.

## Производственная сфера
На территории сельсовета расположены 2 сельхозпредприятия:
- Слонимское районное сельскохозяйственное унитарное предприятие «Победитель»;
- Слонимский сельскохозяйственный производственный кооператив имени Суворова.

## Социальная сфера
В систему образования входят:
- Учреждение образования «Раховичская государственная общеобразовательная средняя школа-сад Слонимского района»
- Учреждение образования «Деревянчицкая государственная общеобразовательная начальная школа-сад Слонимского района»

В системе культуры работают 2 ЦСДК (Деревянчицкий центральный Дом культуры, Суринский сельский Дом культуры; Гловсевичский Дом социально-культурных услуг; 3 сельские библиотеки (Деревянчицкая, Суринская, Гловсевичская).
Медицинское обслуживание: Деревянчицкая врачебная амбулатория, 2 фельдшерско-акушерских пункта (Гловсевичский и Раховичский).

## Памятные места
На территории сельсовета находятся:
- Памятник погибшим землякам, воинам и партизанам, в парке д. Суринка
- Памятник жертвам фашизма на кладбище в д. Гловсевичи, установленный в 1948 году
- Памятник погибшим воинам и партизанам в парке д. Гловсевичи
- Памятник погибшим воинам, возле фермы д. Деревянчицы;
- Памятник погибшим воинам, возле д. Сколдичи;
- Памятник мирным жителям, расстрелянным во время Великой Отечественной войны, на кладбище в д. Верболоты

## Достопримечательности
- Каплица (католическая) в д. Браково по ул. Прилесная
- Суринская Свято-Ильинская церковь
- Каплица (православная) на кладбище в д. Гловсевичи
  - На территории сельсовета находится геологический памятник природы республиканского значения — расколотый камень вблизи деревни Якимовичи. Это геологическое образование состоит из двух объединённых, разных по форме валунов. Длина камня 3,5 м, ширина 3 м, высота около 3,5 м. Объём надземной части — около 27 м³. Щель между валунами увеличивается.
  - На территории сельсовета в деревне Новая Стража, Слонимского району находится самое высокое сооружение Белоруссии — Слонимская телевышка. На момент постройки в 1965 году высота была 350 метров. В 1992 году высота была увеличена до 374 метров.